# Передельное (Калинковичский район)
Передельное (бел. Перадзельнае) — деревня в Горочичском сельсовете Калинковичского района Гомельской области Беларуси.

## География

### Расположение
В 17 км на северо-восток от Калинкович, в 9 км от железнодорожной станции Голевицы (на линии Гомель — Лунинец), в 120 км от Гомеля.

### Гидрография
На юге, востоке и севере мелиоративные каналы.

## Транспортная сеть
Транспортные связи по просёлочной, затем автомобильной дороге Гомель — Лунинец. Планировка состоит из прямолинейной улицы, ориентированной с юго-запада на северо-восток и застроенной двусторонне деревянными крестьянскими усадьбами.

## История
По письменным источникам известна с XVIII века как деревня в Речицком повете Минского воеводства Великого княжества Литовского. После 2-го раздела Речи Посполитой (1793 год) в составе Российской империи. В 1811 году обозначена как деревня Переделино, владение графа Юдицкого. В 1930 году организован колхоз «Красный флаг», работали кузница и начальная школа (в 1935 году 74 ученика). Во время Великой Отечественной войны в декабре 1943 года оккупанты сожгли 30 дворов, убили 2 жителей. 23 жителя погибли на фронте. Согласно переписи 1959 года в составе совхоза «Калинковичский» (центр — деревня Горочичи).

## Население

### Численность
- 2004 год — 32 хозяйства, 66 жителей.

### Динамика
- 1940 год — 48 дворов, 168 жителей.
- 1959 год — 222 жителя (согласно переписи).
- 2004 год — 32 хозяйства, 66 жителей.